# グスタフ・シュレーゲル

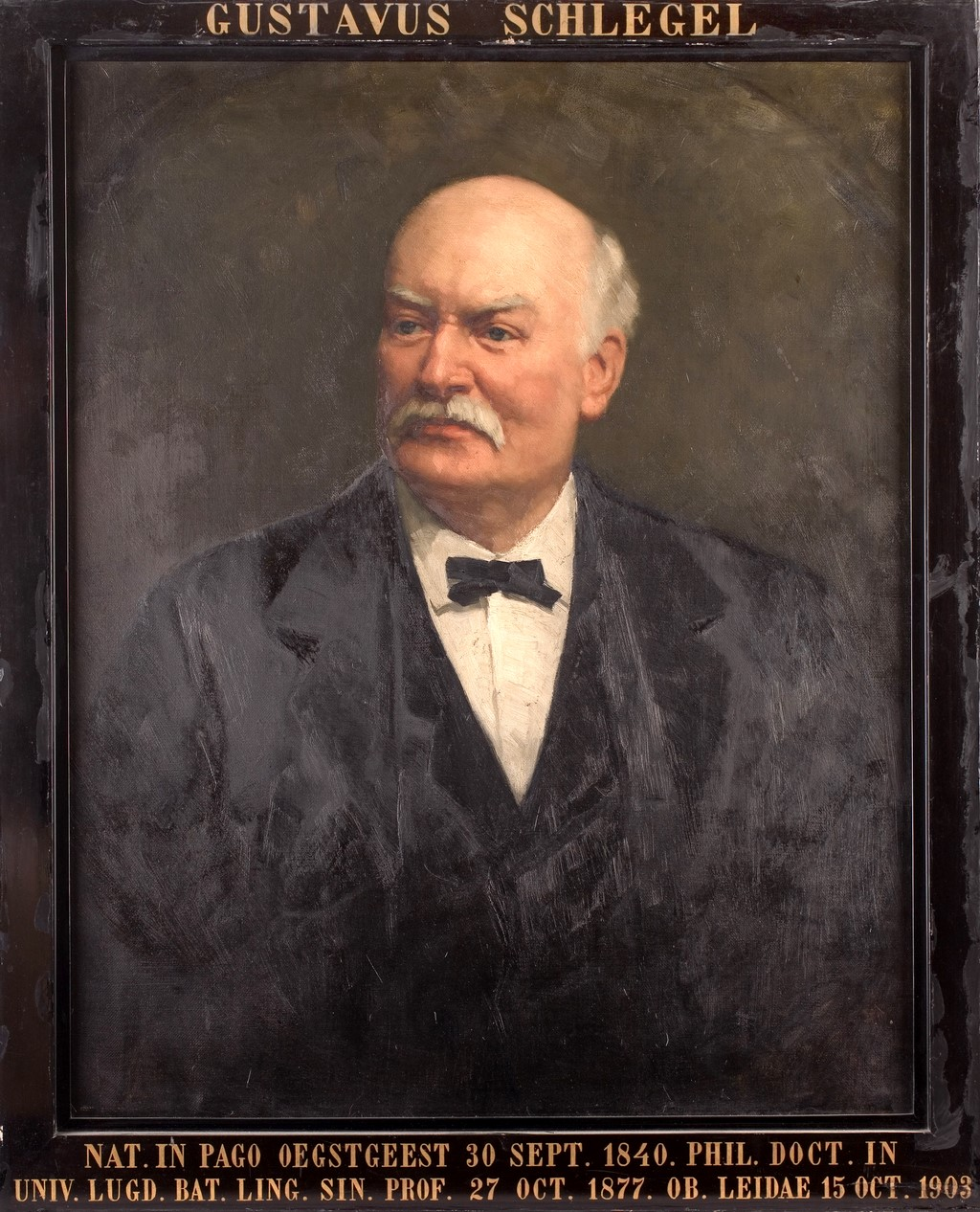
グスタフ・シュレーゲル

グスタフ・シュレーゲル（Gustave Schlegel (Gustaaf Schlegel) 、1840年9月30日 - 1903年10月15日）は、オランダの東洋学者、博物学者。ライデン大学中国語中国文学講座の初代教授。オランダ語読みで「スフレーヘル」とも表記されることがある。著書に『星辰考源』『天地会』『地誌学的問題』等。

## 略歴
1840年にウフストヘーストで生まれた。父は動物学者として知られ、ライデン博物館長をつとめたヘルマン・シュレーゲルである。
9歳のときから日本学者としても知られるヨハン・ヨーゼフ・ホフマンに中国語を学び、1857年には父の標本を収集するために中国を訪れ、マカオやアモイに滞在した。1863年にはヒガシシナアジサシに関する最初の記述を行った。
1862年からバタヴィアでオランダ植民政府の通訳として働いた。この時代に天地会に関する著書を出版した。1869年にイェーナ大学の博士の学位を取得した。
オランダに帰国後、1873年からホフマンにかわって中国語通訳の養成を行った。1875年、ライデン大学に中国語の講座が設けられ、その初代教授に就任（1877年から正教授）。1903年に没するまでその職にあった（後任はヤン・ヤーコプ・マリア・デ・ホロート）。
1887年フランス文学院よりスタニスラス・ジュリアン賞を受賞。1890年に、フランスのアンリ・コルディエとともに中国学の雑誌『通報』を創刊した。

## 主な著書
- 天地会 Thien Ti Hwui. The Hung-League or Heaven-Earth-League. Batavia. (1866)（天地会の研究）
- Sinico-Aryaca, ou Recherches sur les Rachines primitives. Batavia. (1872)（中国語とインド・ヨーロッパ語族を同系とする説を述べる）
- 星辰考源: Uranographie chinoise. Leiden: Brill. (1875)（中国星座の研究、全2冊）
- 荷華文語類纂: Nederlandsch-Chineesch Woordenboek met de transcriptie der chineesche karakters in het Tsiang-tsiu Dialekt. Brill. (1884-1890)（全5217ページ、4冊から構成される閩南語とオランダ語の巨大な辞典。）
- La loi du parallélisme en style chinois, démontrée par la préface du Si-yü ki. Leiden: Brill. (1896)（対句の研究）

翻訳に、『花箋記』のオランダ語訳や、『今古奇観』のフランス語訳がある。
- 花箋記 Hoa Tsien Ki. of geschiedenis van het gebloemde briefpapier. Chinesche roman. Batavia. (1865)
- 売油郎独占花魁 Le Vendeur d'huile qui seul possède la reine de beauté. Leiden: Brill. (1877)

## 日本との関係
ヨーロッパに滞在していた博物学者南方熊楠と論争を行った。